# Trawlery typu B 29

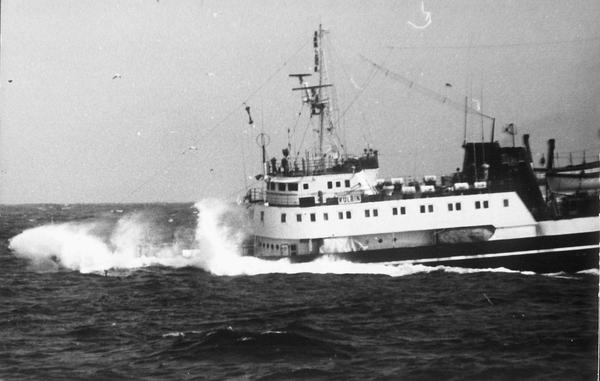
M/T Kulbin w morzu

Trawlery typu B 29 – polskie motorowe (silnik spalinowy z przekładnią, śruba nastawna) trawlery-zamrażalnie wyprodukowane w latach 1968–1969 przez Stocznię im. Komuny Paryskiej (Gdynia) w liczbie 11 sztuk dla Gryfa w Szczecinie.
Wszystkie jednostki dokonywały połowów z rufy. Tonaż jednostek wynosił 1479–1485 RT brutto, długość 71,53–71,94 m, moc maszyn 2500 KM, a rozwijana prędkość dochodziła do 14,5 węzła. Statki działały głównie na północno-zachodnim Atlantyku i (w mniejszym stopniu) na szelfie Afryki. 
Kolejno oddawano do użytku następujące jednostki: Laskara, Likodyn, Lodowik, Kanaryjka, Kantar (1968), Kniazik, Koleń, Korwin, Kulbin, Likomur, Lutjan (1969).